# ایوان کویلاکوف
ایوان نیکولاوویچ کویلاکوف (به روسی: Иван Николаевич Куйлаков) زاده ۲۲ فوریهٔ ۱۹۸۶ است. او کشتی گیر کشور روسیه است. از افتخارات وی می‌توان به کسب مدال نقره کشتی فرنگی مسابقات قهرمانی کشتی جهان ۲۰۱۳ اشاره کرد.